# Cynisca feae
Cynisca feae — вид плазунів з родини амфісбенових (Amphisbaenidae). Мешкає в Західній Африці. Вид названий на честь італійського натураліста Леонардо Феа.

## Опис
Довжина амфісбени Cynisca feae (без врахування хвоста) становить 16 мм. довжина хвоста становить 1,5 см. Верхня частина тіла блідо-коричнева, нижна частина тіла біла.

## Поширення і екологія
Cynisca feae мешкають в Сенегалі, Гамбії і Гвінеї-Бісау, за деякими свідченнями також на півночі Гвінеї. Вони живуть у вторинних сухих тропічних лісах. Ведуть наземний, риючий спосіб життя.